# Acentropinae
Die Acentropinae sind eine Unterfamilie der Schmetterlinge aus der Familie der Crambidae, deren Vertreter ausschließlich in Feuchtgebieten und aquatischen Habitaten leben.

## Merkmale
Auf dem Kopf der Falter ist ein Jordansches Organ ausgebildet. Ocellen (Punktaugen) können vorhanden sein oder fehlen. Bei den Männchen sind die Fühler fadenförmig und gewimpert, bei den Weibchen sind sie nur selten mit einigen wenigen Wimpern versehen. Mandibeln fehlen. Die Maxillarpalpen bestehen meist aus vier Segmenten, bei der Gattung Acentria sind sie sehr klein und bestehen nur aus drei Segmenten. Der Saugrüssel besitzt eine normale Länge und ist spiralförmig aufgerollt, nur bei der Gattung Acentria ist er stark reduziert. Die Labialpalpen bestehen normalerweise aus drei Segmenten. Die Gattung Acentria bildet mit aus zwei Segmenten bestehenden und herabhängenden Labialpalpen eine Ausnahme. Bei allen anderen Gattungen sind sie ausgestreckt. Die Labialpalpen sind ein bis dreimal so lang wie der Augendurchmesser.
Auf den Vorderflügeln sind die Adern R3 und R4 gestielt. Die Ader R5 entspringt direkt an der Zelle. Die Ader R2 ist stets an R3+4 angenähert und in vielen Fällen mit dieser querverbunden. Diese Anastomose ist allerdings kein Merkmal, das die Acentropinae von anderen Unterfamilien unterscheidet, wie von Hampson 1897 formuliert, da sie auch bei anderen Unterfamilien der Crambidae gefunden wird. Auch innerhalb der Acentropinae gibt es einige Ausnahmen. Ansonsten besitzen die Acentropinae die typische Flügeladerung der Crambidae. Viele Gattungen wie beispielsweise Cataclysta haben auf den Hinterflügeln Augenflecke, die aber nicht nur bei den Acentropinae zu finden sind. Man findet sie auch bei den Gattungen Archischoenobius  Speidel, 1984 (Schoenobiinae), Aureopteryx Amsel, 1954 (Glaphyriinae) und Talanga Moore, [1885] (Pyraustinae).
Die Flügelschuppen ähneln denen der meisten Pyraloidea sehr stark. Bei den meisten Arten der Acentropinae sind sie parallelrandig, distal leicht gezähnt, hohl und haben eine charakteristische Perforation. Abweichungen davon findet man beispielsweise bei Kasania arundinalis und Acentria ephemerella. Bei der erstgenannten Art befindet sich das distale Ende des Schuppenstiels in einer Einbuchtung an der Schuppenbasis. Die Schuppe ist parallelrandig und distal stark gezähnt. Bei der zweiten genannten Art ist die Schuppenform sehr ungewöhnlich. Die Seitenränder verlaufen nicht parallel, sondern enden proximal in zwei Spitzen. Der Stiel sitzt nicht am Schuppenende, sondern ist auf die Unterseite verschoben. Er ist nicht von oben sichtbar, da er von der Schuppe verdeckt wird. Die Schuppe ist distal an zwei oder drei Stellen tief eingeschnitten und die Längsrippen teilen sich in Fasern mit abstehenden Enden.
Bei den Männchen ist ein gut entwickelter, beweglicher Gnathos ausgebildet, der zur Unterscheidung zwischen Acentropinae und Pyraustinae verwendet werden kann, da er letzteren fehlt. Der Gnathos ist klein und häufig an der Basis mit dem Tegumen verschmolzen. Das Signum besteht aus paarigen sklerotisierten Flecken, deren Achse normalerweise parallel zur Längsachse des Corpus bursae verläuft.
Die Puppe besitzt kräftige Frontalborsten und ist hemipneustisch, d. h., sie hat ein oder mehrere geschlossene Tracheenpaare. Am Mesothorax sind keine Stigmata ausgebildet. Die offenen Stigmata auf den Abdominalsegmenten 2 bis 4 sind röhrenförmig verlängert. Sie sind charakteristisch für die Unterfamilie und von keiner anderen Schmetterlingsgruppe bekannt. Ihre Funktion ist bisher unbekannt, man nimmt an, dass sie sich im Zusammenhang mit der Unterwasseratmung entwickelt haben. Die Stigmata auf den Segmenten 5 bis 8 sind nur oberflächliche Narben, an denen innen die Gefäßinnenhaut der Tracheen ansetzt. Nach dem Schlupf der Falter verbleibt diese filamentöse Gefäßinnenhaut in der Exuvie.

## Biologie
Die Vertreter der Acentropinae leben ausschließlich in Feuchtgebieten und aquatischen Habitaten. Die Fähigkeiten, auf der Wasseroberfläche oder sogar unter Wasser zu leben, sind artabhängig unterschiedlich oder können auch durch die Ontogenese bedingt sein. Bei jungen Raupen ist ein nach außen abgeschlossenes Tracheensystem ausgebildet, das den Sauerstoff über die hydrophile Exokutikula aufnimmt. Spätere Raupenstadien entwickeln entweder eine Plastronatmung oder nehmen den Sauerstoff über Tracheenkiemen auf. Die Verpuppung findet innerhalb eines luftgefüllten Seidengespinstes statt. Hier erhält die Puppe den lebensnotwendigen Sauerstoff über offene Stigmata aus der Luft innerhalb des Gespinstes. Der Sauerstoff diffundiert dabei – bedingt durch den Gradienten des Partialdrucks – aus dem umgebenden Wasser in das Gespinst nach. Die Falter können mit ihren langen Beinen direkt auf der Wasseroberfläche landen. Die Weibchen legen auf diese Weise die Eier an aquatischen Wirtspflanzen ab. Dazu wird der hintere Teil des Abdomens unter Wasser getaucht.

## Systematik

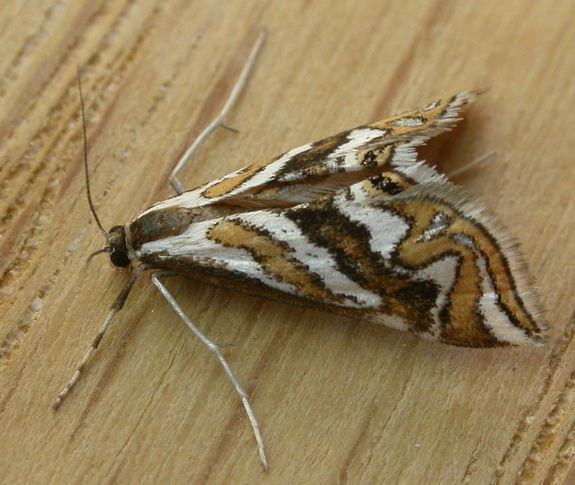
Anydraula glycerialis

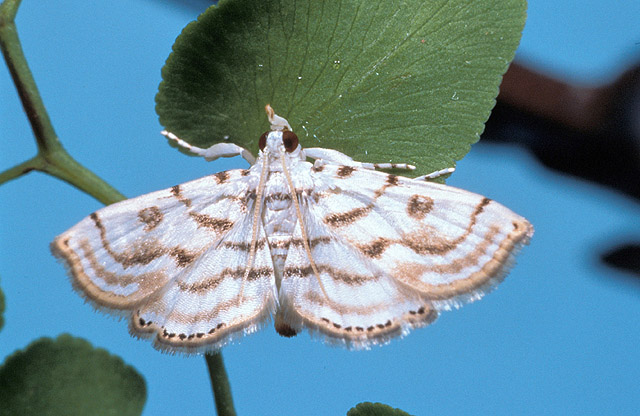
Cataclysta camptozonale

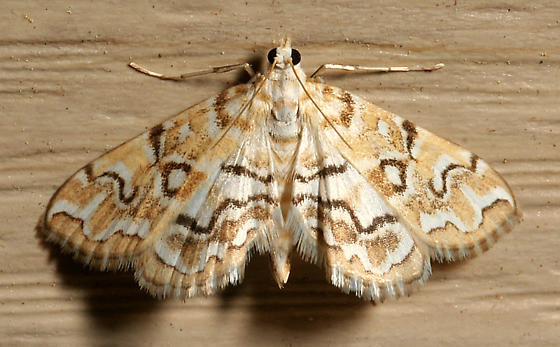
Elophila icciusalis

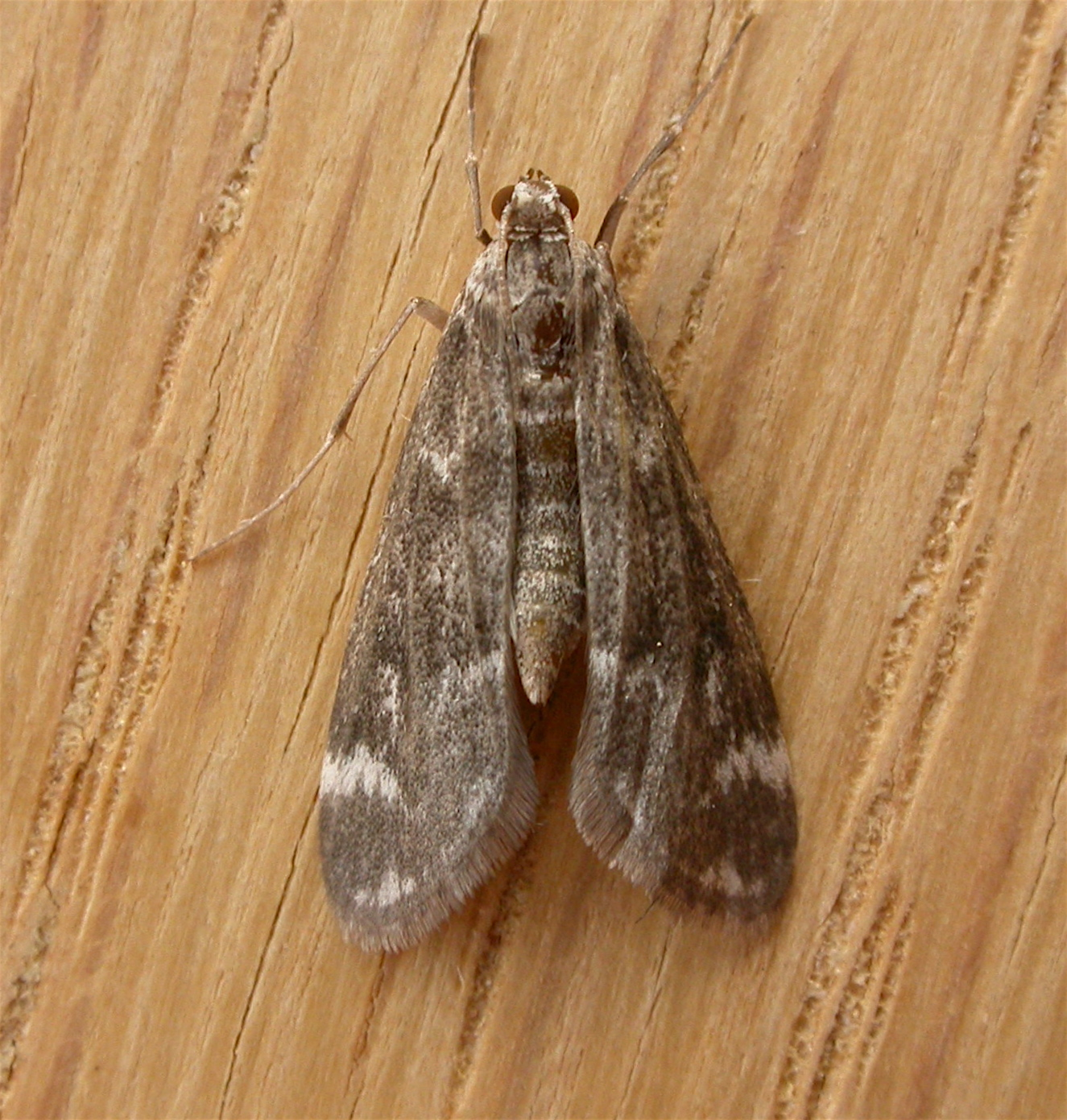
Hygraula nitens

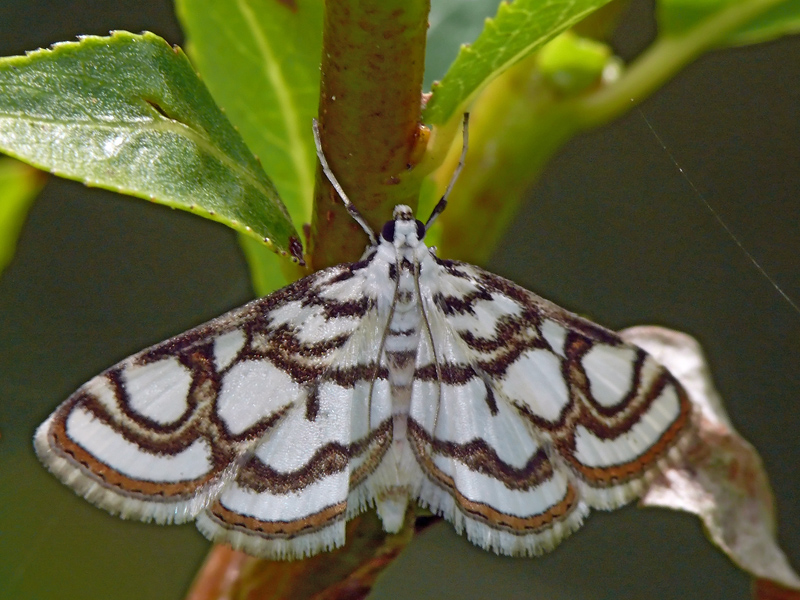
Nymphula stagnata

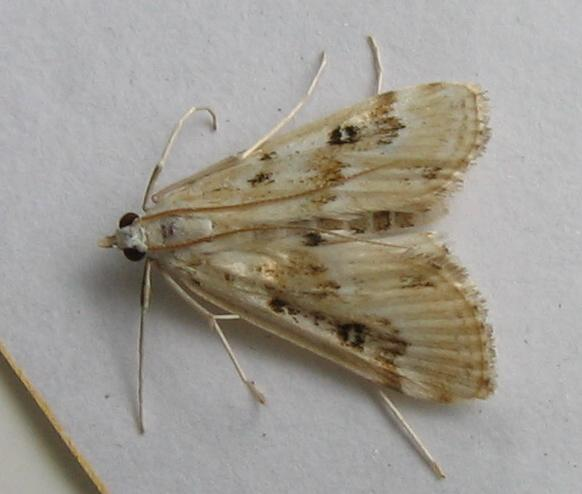
Parapoynx stratiotata

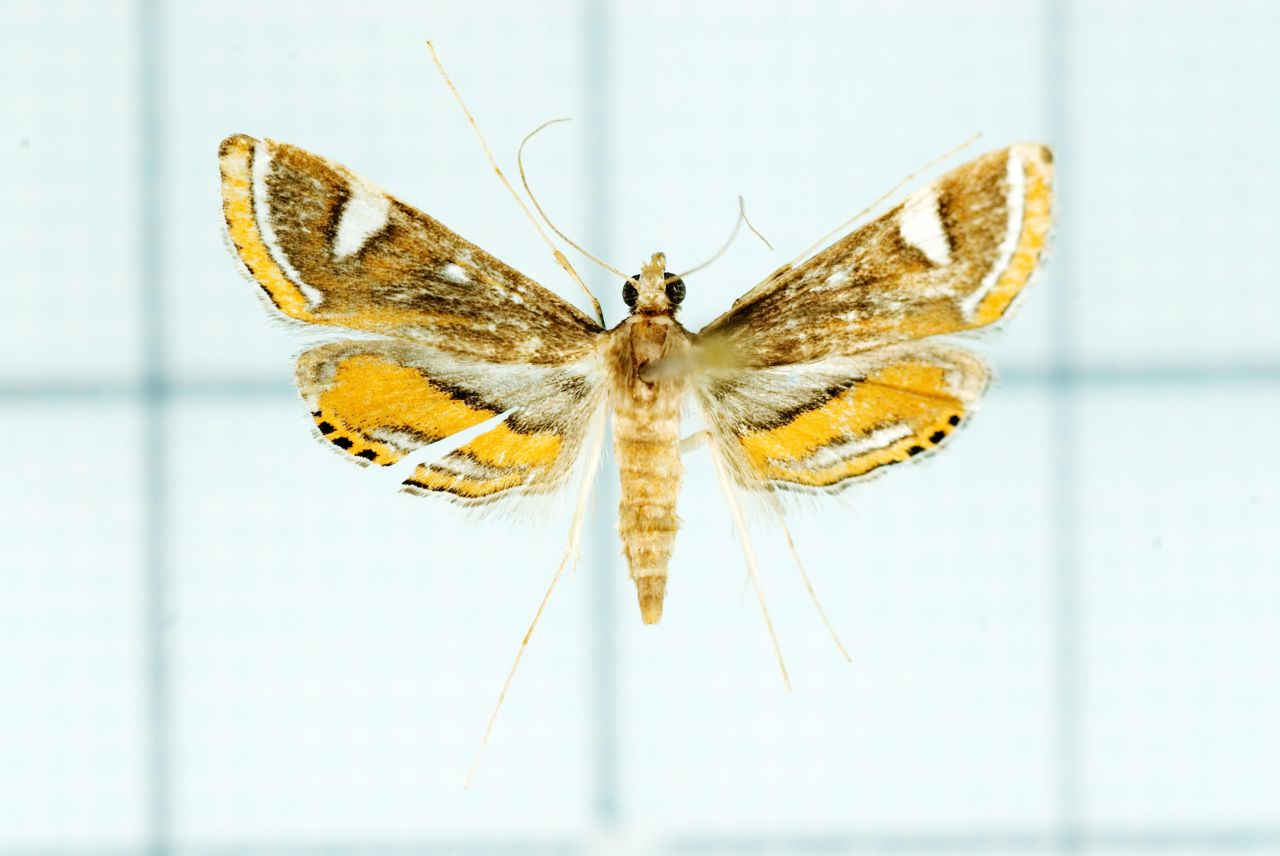
Strepsinoma hapilistalis

Zur Unterfamilie Acentropinae wird heute fast immer die früher selbständige Unterfamilie Nymphulinae im Status eines Tribus gerechnet. In Europa kommen 13 Arten in sechs Gattungen vor. Eine Anzahl von Arten wurde nach Europa eingeschleppt und besiedelt Gewächshäuser mit Wasserpflanzen.
Weltweit sind derzeit insgesamt etwa 730 Arten in 78 Gattungen bekannt:
- Acentria  Stephens, 1829
- Agassiziella  Yoshiyasu, 1989
- Almonia  Walker, 1866
- Anydraula  Meyrick, 1885
- Araeomorpha  Turner, 1908
- Argyractis  Hampson, 1897
- Argyractoides  Lange, 1956
- Argyrophorodes  Marion, 1956
- Aulacodes  Guenée, 1854
- Banepa  Moore, 1888
- Brevicella  Kenrick, 1912
- Callilitha  Munroe, 1959
- Cataclysta  Hübner, 1825
- Chrysendeton  Grote, 1881
- Clepsicosma  Meyrick, 1888
- Compsophila  Meyrick, 1886
- Contiger  Lange, 1956
- Cryptocosma  Lederer, 1863
- Decticogaster  Snellen, 1880
- Diathraustodes  Hampson, 1896
- Dodanga  Moore, 1886
- Elophila  Hübner, 1822
- Eoophyla  Swinhoe, 1900
- Eoparargyractis  Lange, 1956
- Ephormotris  Meyrick, 1933
- Eristena  Warren, 1896
- Eurytorna  Meyrick, 1886
- Galadra  Walker, 1865
- Gethosyne  Warren, 1896
- Giogia  J. F. G. Clarke, 1965
- Glyphandra  Karsch, 1900
- Goniopalpia  Hampson, 1903
- Hemiloba  Swinhoe, 1901
- Hyaloplaga  Warren, 1892
- Hygraula  Meyrick, 1885
- Hylebatis  Turner, 1908
- Kasania  Krulikovsky, 1910
- Langessa  Munroe, 1972
- Lasiogyia  Hampson, 1907
- Lathroteles  J. F. G. Clarke, 1971
- Leucogephyra  Warren, 1896
- Margarochroma  Warren, 1896
- Margarosticha  Lederer, 1863
- Neargyractis  Lange, 1956
- Neocataclysta  Lange, 1956
- Neoschoenobia  Hampson, 1900
- Neurophruda  Warren, 1896
- Nicaria  Snellen, 1880
- Niphadaza  Butler, 1886
- Nyctiplanes  Turner, 1937
- Nymphicula  Snellen, 1880
- Nymphula  Schrank, 1802
- Nymphuliella  Lange, 1956
- Nymphulodes  Hampson, 1919
- Oligernis  Meyrick, 1894
- Oligostigma  Guenée, 1854
- Oligostigmoides  Lange, 1956
- Opisthedeicta  Warren, 1890
- Osphrantis  Meyrick, 1897
- Oxyelophila  W. T. M. Forbes, 1922
- Paracataclysta  Yoshiyasu, 1983
- Paracymoriza  Warren, 1890
- Parapoynx  Hübner, 1825
- Petrophila  Guilding, 1830
- Potamomusa  Yoshiyasu, 1985
- Pseudlithosia  Hampson, 1907
- Pythagoraea  Meyrick, 1929
- Stegothyris  Lederer, 1863
- Strepsinoma  Meyrick, 1897
- Symphonia  Hampson, 1896
- Synclitodes  Munroe, 1974
- Temnobasis  Gaede, 1916
- Teratausta  Hampson, 1903
- Teratauxta  E. Hering, 1901
- Tetrernia  Meyrick, 1890
- Theila  Swinhoe, 1900
- Thevitella  Viette, 1958
- Usingeriessa  Lange, 1956

## Belege
1. 1 2 3 4 5 6 7 8  Barry Goater, Matthias Nuss, Wolfgang Speidel: Pyraloidea I (Crambidae, Acentropinae, Evergestinae, Heliothelinae, Schoenobiinae, Scopariinae). In: P. Huemer, O. Karsholt, L. Lyneborg (Hrsg.): Microlepidoptera of Europe. 1. Auflage. Band 4. Apollo Books, Stenstrup 2005, ISBN 87-88757-33-1, S. 33 (englisch).
2. ↑  Acentropinae bei Fauna Europaea. Archiviert vom Original im Internet Archive. Abgerufen am 6. Januar 2013
3. ↑  Global Information System on Pyraloidea (GlobIZ). Abgerufen am 5. Januar 2013.